# 知慧热
知慧热是出生后半年到一年之间的时候幼儿有发生的发热现象。经常与小儿急疹并发。

## 概要
与幼儿脆弱的印象相反，出生至一岁之间的发热其实是很少见的。这是因为通过胎盘，以及出生后母亲的母乳使得母亲的免疫力能够分给幼儿一部分。然而这部分的免疫力会在一岁左右从幼儿体内消失，结果便是被以前述的突发性发疹病毒（HHV-6, HHV-7为主，参见疱疹病毒科）开始的各种的病原体感染，出现发热的现象。这可以被看作是幼儿自身开始获得身边的对自身危险性较低的微生物的抵抗力的一种过程。在有关于免疫的知识比较少的时代，正好是幼儿开始知慧的年龄，故把这种原因不明的发热称为知慧热。英文圈内则把这种幼儿开始生长牙齿的时候的发热称为“生牙热”（英語：teething fever）。
现在的时代出生后一年前后的幼儿进入保育所的比较多，最初的一个月从最开始的短时间去保育所而逐渐时间加长，这种知慧热便容易发生。这是因为幼儿首次与外部环境以及其他的幼儿接触，与在家庭内感染不到的病原体接触的机会增多所造成的。在自家养大的孩子到了小学第一次与其他孩子接触的时候发热的情况也不少。

## 误用
知慧热常常被以「脑袋用多了的发热」这种意思误用。

## 有关生牙热的解释
幼儿在生牙的期间有可能会出现少量体温上升，但是一般不会进入发热的范围，摄氏溫度37.8—38.3 °C（100.0—100.9 °F）。如果体温高出这个范围那说明可能是由感染引起，例如疱疹病毒，一种初次感染集中在幼儿生牙期的病毒。
因为大部分幼儿夭折集中在生牙的时间段，生牙热在早先被错误的认为是一种致死因。根据注册总署的报告，1842年伦敦4.8%的1岁以下儿童的死亡以及7.3%的1到3岁儿童的死亡被归结于生牙热。 讽刺的是，生牙这个过程只不过是一个自然过程，仅仅会带来些许的不适，然而某些为了缓解生牙痛苦的方法却会造成更大伤害甚至死亡。有关于生牙的老偏方包括（使其）起泡、出血、将水蛭放到牙龈以及对头部的背面施加烧灼等等。 由于确信牙齿无法穿过牙龈生长出来是生牙时期的死因，十六世纪的法国外科医生安布鲁瓦兹·帕雷推广了使用手术刀穿刺牙龈的方法。这个方法被确实的实行了几个世纪，直到十九世纪末对手术刀穿刺方法的争议急剧扩大，才导致此方法被破弃。 在二十世纪早期，英语圈内使用的生牙粉中经常含有氯化亚汞，由于大量引起肢痛症（一种水银中毒类疾病）的发生，这种成分于1954年被去除。